# Vyhlazení Lidic

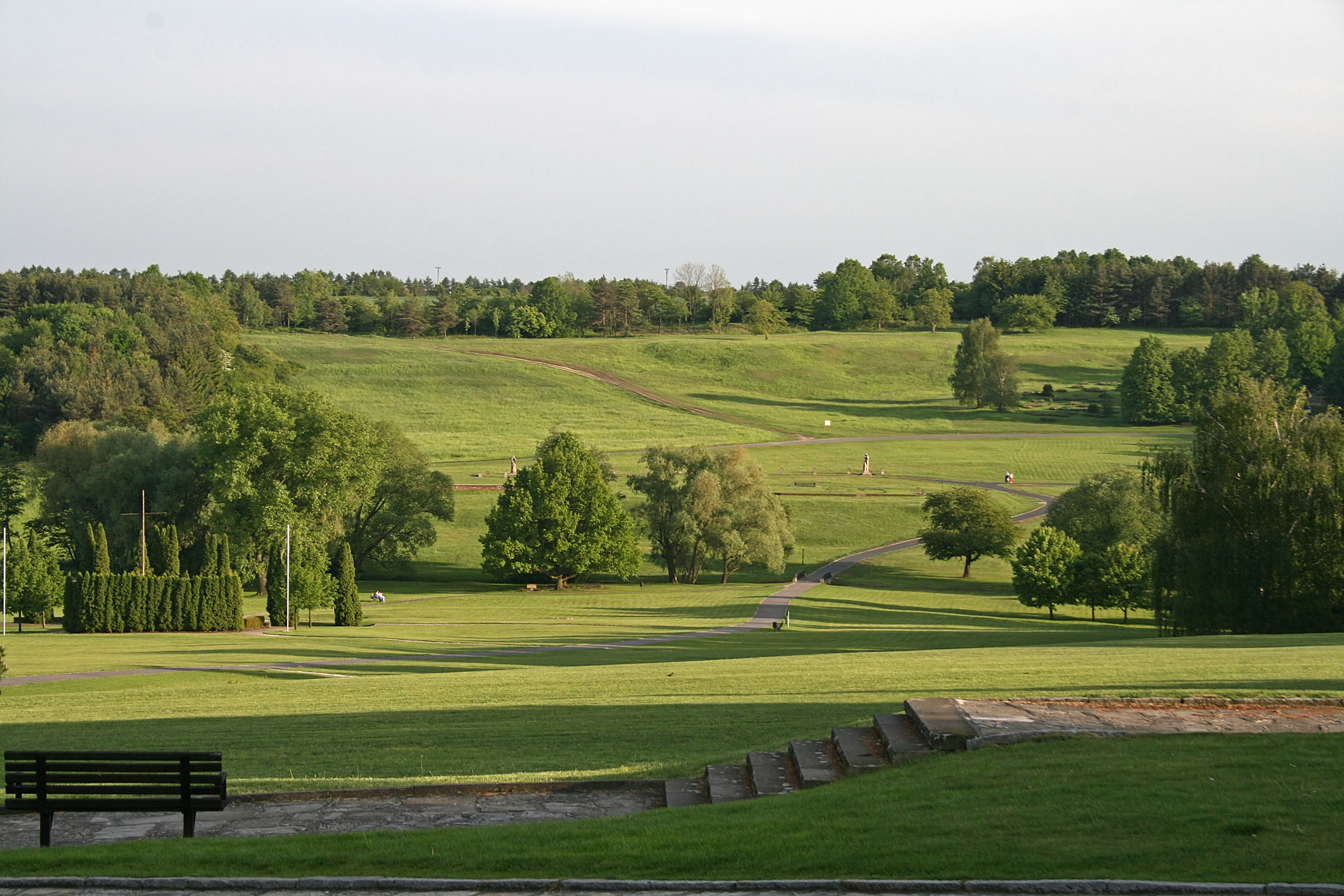
Místo tragédie – celkový pohled od severu

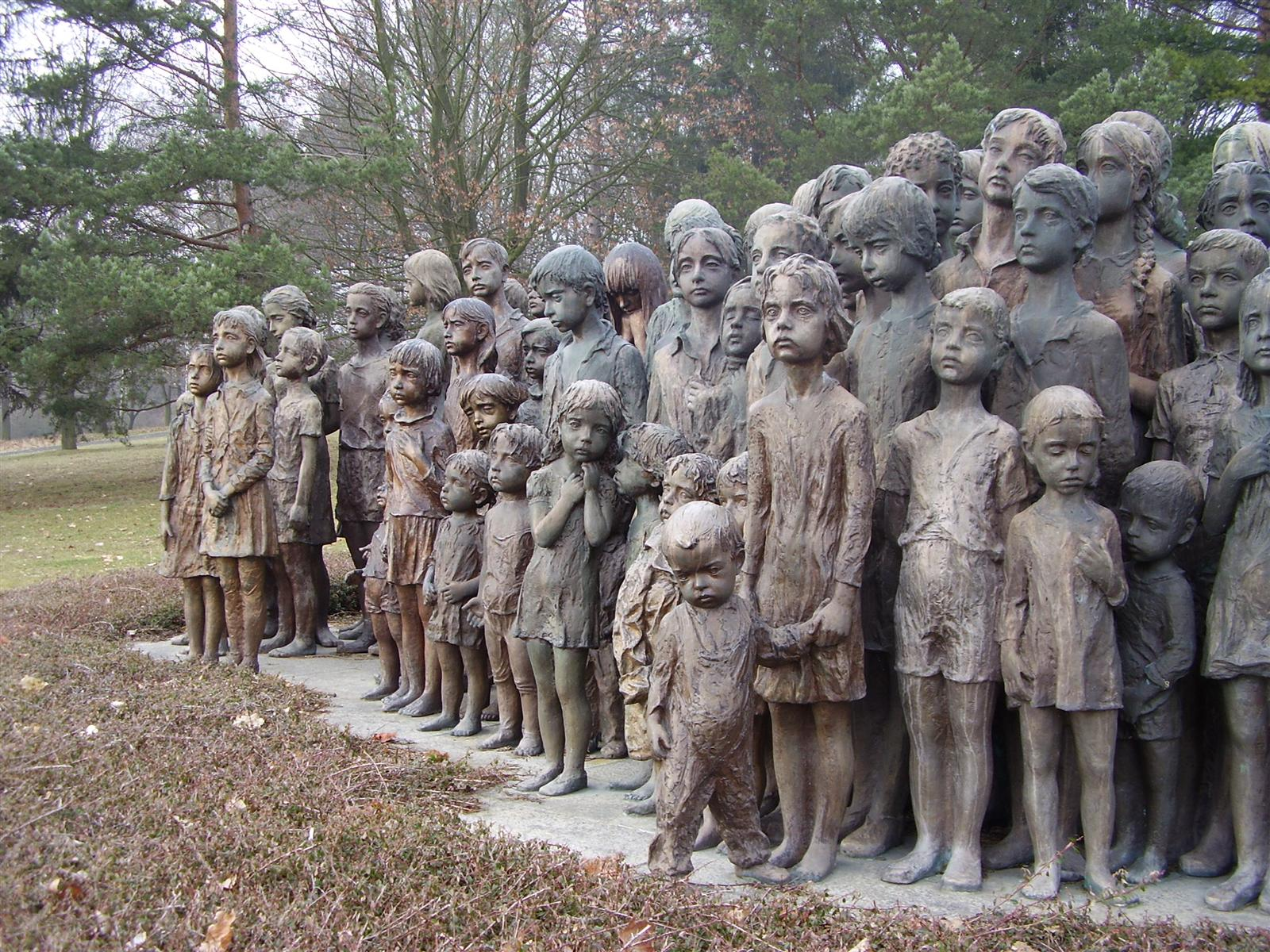
Sousoší 82 zavražděných lidických dětí – podoby neodpovídají na přání pozůstalých skutečným dětem. Věrné je ale věkové rozvrstvení a jejich počet.

Vyhlazení Lidic (9. a 10. června 1942) byla násilná historická událost, při níž došlo ke zničení středočeské vsi Lidice a vyvraždění značné části jejích obyvatel německými nacistickými okupanty. Po úspěšném atentátu československých parašutistů na Reinharda Heydricha v roce 1942 byla obec Lidice v důsledku heydrichiády vypálena a dokonale srovnána se zemí a veškeré místní obyvatelstvo popraveno nebo odsunuto do koncentračních táborů. Celkový počet obětí dosáhl počtu 340 (192 mužů, 60 žen a 88 dětí).
Událost dnes připomíná Památník Lidice s muzeem.

## Předehra tragédie
Po atentátu na zastupujícího říšského protektora SS-Obergruppenführera Reinharda Heydricha dne 27. května 1942 se ještě vystupňoval teror nacistických okupantů proti českému národu. I přes popravy stovek lidí a rozsáhlé razie se nedařilo útočníky dopadnout. Když 4. června 1942 Heydrich na následky zranění zemřel, rozhodli se nacisté v Čechách a na Moravě k dosud neslýchané zastrašovací akci; významný podíl na plánu vyhlazení Lidic měl ambiciózní státní tajemník úřadu říšského protektora SS-Obergruppenführer Karl Hermann Frank.

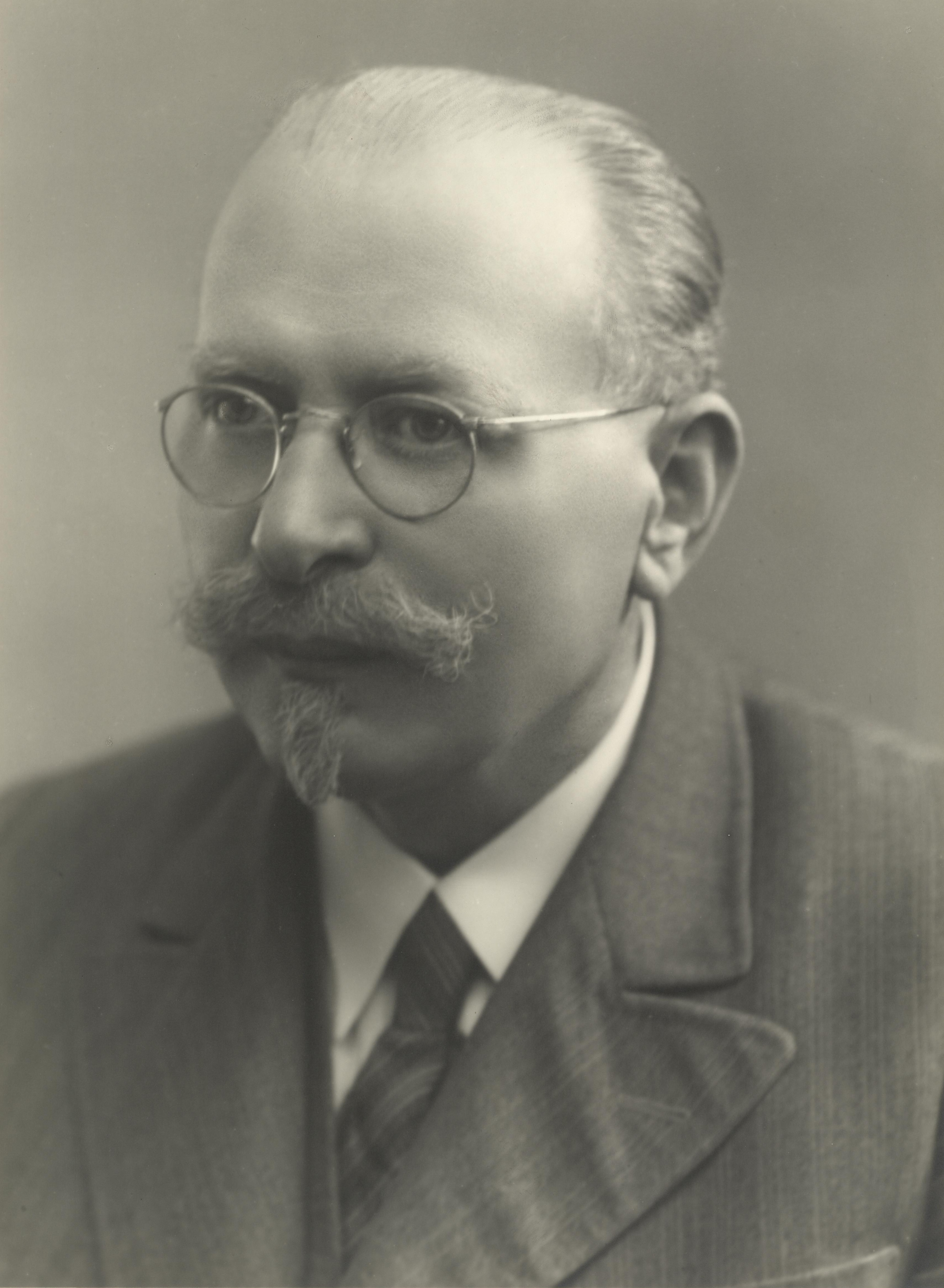
Jaroslav Pála

Nicotnou souhrou okolností byly za oběť vybrány právě Lidice: 3. června se dostal Jaroslavu Pálovi, majiteli továrny na baterie ve Slaném, do rukou podezřelý milostný dopis adresovaný jedné ze zaměstnankyň továrny, jisté Anně Maruszczákové (též psáno  Maruščákové) z Holous u Brandýska. V něm stálo: „Drahá Aničko! Promiň, že ti píši tak pozdě… Co jsem chtěl udělat, tak jsem udělal. Onoho osudného dne jsem spal někde na Čabárně. Jsem zdráv. Na shledanou tento týden a pak se už neuvidíme. Milan.“ Pála, ať už v domnění, že pisatel dopisu může být zapleten do atentátu, či v obavách, že může jít o provokaci, uvědomil četnictvo, a to dopis postoupilo gestapu. Maruszczáková, která skutečné jméno svého milence neznala, při výslechu mimo jiné zmínila, že dotyčný ji poprosil, aby v Lidicích rodině Josefa Horáka vyřídila pozdrav od jejich syna, který sloužil u 311. bombardovací perutě v Anglii. Následovala razie v Lidicích a zatčení rodiny Horákových a také Stříbrných, o jejichž synech bylo známo, že slouží v československém vojsku v Anglii. Domovní prohlídky ani výslechy však neodhalily nic podezřelého. Následujícího dne byl jako přítel Maruszczákové identifikován Václav Říha, dělník z Vrapic u Kladna. Ten chtěl vztah ukončit, protože byl ženatý a obával se, že jeho nevěra s dívkou z nedaleké vsi vyjde najevo; poslal jí proto s pomocí spolupracovníků onen dopis, který měl vyvolat romantický dojem, že je zapojen do odbojové činnosti a že se odešel skrýt do křivoklátských lesů. Kladenskému gestapu bylo záhy jasné, že Říha, Maruszczáková ani Horákovi nemají s atentátem na Heydricha nic společného; v Lidicích nebyl objeven žádný arzenál, vysílačky ani skrývané osoby a s tímto výsledkem bylo také podáno hlášení do Prahy.
V Praze se mezitím Karl Hermann Frank v naději, že tím posílí své postavení a napomůže svému jmenování příštím říšským protektorem, rozhodl využít Lidic jako ukázky svého „rázného postupu“. Frank 9. června 1942 osobně předložil při Heydrichově pohřbu v Berlíně svůj záměr Hitlerovi a obratem k němu obdržel souhlas. Lidice měly být vypáleny a srovnány se zemí, dospělí muži zastřeleni, ženy uvězněny v koncentračních táborech a děti dány na „náležité vychování“.

## Vyhlazení Lidic

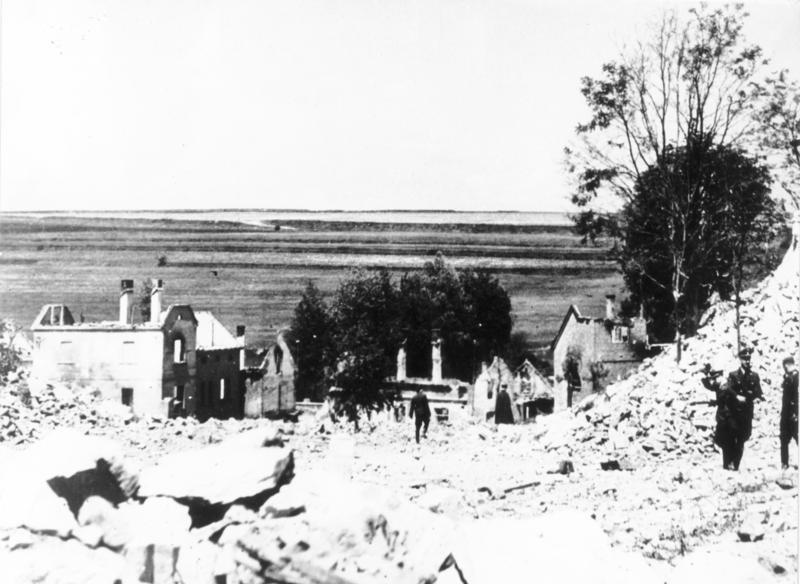
Zničené Lidice, 1942

Navečer dne 9. června byly Lidice obklíčeny jednotkami Wehrmachtu (ze Slaného) a německé policie a nikdo nesměl obec opustit. Organizační štáb celé akce už byl na místě a všemu velel. Štáb tvořili:
- SS-Hauptsturmführer Walter Jacobi (velitel vedoucí úřadovny SD v Praze)
- SS-Hauptsturmführer Harald Wiesmann (velitel kladenské služebny gestapa)
- SS-Standartenführer Dr. Hans-Ulrich Geschke (velitel pražského gestapa Staatspolizeileitstelle)
- SS-Obersturmführer Max Rostock (velitel SD v Kladně)
- SS-Untersturmführer Thomas Thomsen (zástupce Wiesmanna)
- Major der Schutzpolizei August Marwedel (velitel kladenské Schupo)
- SS-Obersturmbannführer Wilhelm Leimer (velitel protiparašutistického oddělení)

Starosta byl přinucen vydat veškeré obecní cennosti a obyvatelé začali být po půlnoci vyváděni ze svých domovů. Muži starší 15 let byli shromažďováni ve sklepě a chlévě Horákova statku. Všechny cennější věci, koně, dobytek, zemědělské stroje apod., byly shromažďovány a odváženy do sousedního Buštěhradu.

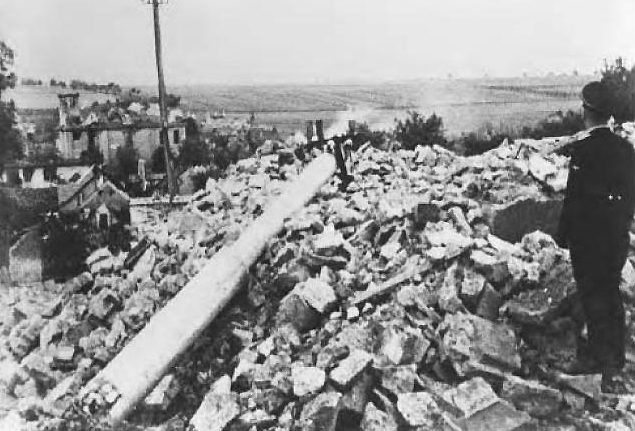
Členové SS si prohlížejí ruiny Lidic

Ráno 10. června 1942 se na místo osobně dostavil K. H. Frank, aby dohlížel na likvidaci obce. Ženy s dětmi byly nejprve nahnány do místní školy, za úsvitu pak autobusy převezeny do tělocvičny kladenského gymnázia. Mezitím byly zdi stodoly v sousedství Horákova statku obloženy slamníky a matracemi (proti odraženým střelám) a přichystána popravčí četa. Lidičtí muži byli posléze vyváděni ve skupinách (zprvu po pěti, pak po deseti) na přilehlou zahradu a tam stříleni. Celkem jich na tomto místě bylo povražděno 173, včetně lidického faráře Josefa Štemberky. Nejstaršímu bylo 84, nejmladšímu Josefu Hroníkovi 14 let. Všechny domy včetně školy, kostela a fary byly polity benzínem a podpáleny.
V následujících týdnech a měsících byly zbytky vypálených budov vyhozeny do povětří, zničen hřbitov včetně exhumace zemřelých, vykáceny stromy (mimo jediné hrušně nedaleko potoka, která byla Němci považovaná za uschlou), sutí zavezen Podhorův rybník a vše srovnáno k nepoznání. K odvozu suti byla na místě zbudována polní železnice. Dokonce bylo na několika místech posunuto koryto potoka, aby nic nezůstalo na svém místě. Filmové záznamy, pořízené samotnými nacisty, dodnes vydávají svědectví o díle zkázy. Prostor, kde stávaly Lidice, měl být učiněn holým polem a jméno obce vymazáno z map.
K pohřbení zavražděných obyvatel bylo povoláno z Terezína otrocké komando Židů, kteří vykopali hrob a uložili do něj zemřelé, více viz . Mnozí z nich za těch pár dnů zešedivěli.
Dle vyhlášky ministra vnitra číslo 25/1943 Sb. o změnách úředních názvů obcí a jejich částí, povolených v roce 1942 byl „název bývalé obce Lidic v politickém okresu kladenském prohlášen za navždy zaniklý“.

## Osud obyvatel
Dne 16. června 1942 bylo na střelnici v Praze-Kobylisích popraveno dalších 26 lidických obyvatel: sedm žen a osm mužů z rodin Horáků a Stříbrných, uvězněných již dříve, dále devět dospělých mužů, kteří byli osudné noci mimo Lidice (sedm v práci, jeden v nemocnici a jeden se několik dní skrýval v lesích) a dva chlapci, u kterých bylo při evidenci dětí dodatečně zjištěno, že již překročili 15 let věku.
Na Kladně byly lidické děti po tři dny zkoumány, nakolik jsou z „rasového hlediska“ vhodné k „převýchově“. Tři byly vybrány hned na Kladně, dalších sedm dětí mladších jednoho roku bylo předáno německému sirotčinci v Praze-Krči, ostatních 88 bylo převezeno do Lodže (polsky Łódź, německy Lodsch, v listopadu 1940 Němci město přejmenovali na Litzmannstadt), kde z nich bylo k poněmčení určeno dalších 7. Zbývajících 81 dětí bylo 2. července 1942 převezeno do nedalekého vyhlazovacího tábora Chełmno (německy Kulmhof) a tam, pravděpodobně ještě téhož dne, usmrceno výfukovými plyny ve speciálním vyhlazovacím automobilu. Dodatečně bylo na smrt do Chełmna posláno ještě jedno ze tří dětí vybraných k poněmčení hned na začátku. Po válce se přeživší děti s vynaložením velkého úsilí podařilo v německých rodinách a ústavech vypátrat a navrátit jejich příbuzným, bylo jich však pouze 17.
Sto osmdesát čtyři lidických žen, které byly 12. června 1942 odtrženy od svých dětí, bylo (vyjma několika těhotných, ponechaných dočasně v Praze) převezeno do koncentračního tábora Ravensbrück. Dvanáct dalších bylo do Ravensbrücku posláno dodatečně v následujících měsících. Třiapadesát lidických žen v koncentračních táborech a na pochodech smrti zahynulo.
Celkem přišlo o život 340 lidických obyvatel (192 mužů, 60 žen a 88 dětí).

## Odezva ve světě

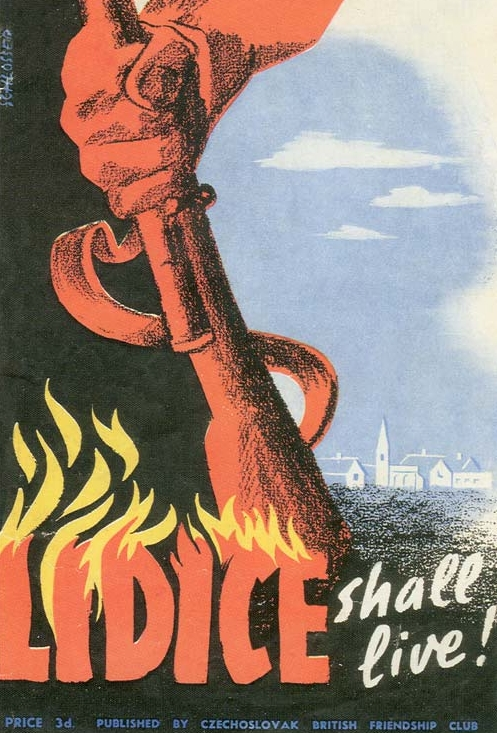
Britský propagační plakát „Lidice shall live“

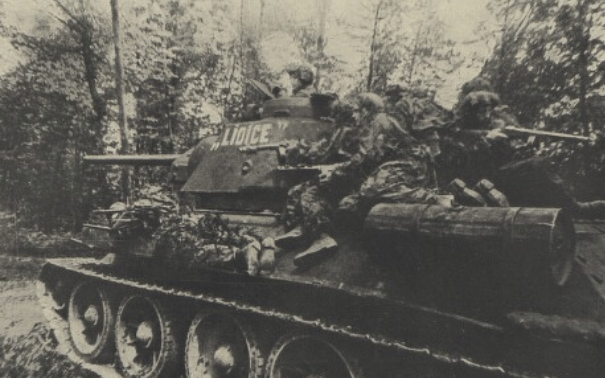
Tank „Lidice“, československá armáda v SSSR

Zločinné vyhlazení Lidic svou plánovitostí a chladnokrevností pobouřilo celý svět. Města a obce v Mexiku, Brazílii, USA se na protest proti nacistickému zločinu přejmenovávaly na Lidice; jménem Lidice byly křtěny právě narozené děti. Britští horníci založili hnutí Lidice shall live (Lidice budou žít) a zorganizovali sbírku na obnovu obce. Pod jménem Lidice bojovaly československé tanky na východní i na západní frontě či letadlo. Lidice se tak spolu s francouzskou obcí Oradour-sur-Glane (vyvražděnou v roce 1944) v očích světové veřejnosti staly jedním ze symbolů boje proti německému nacismu.
Příběh Lidic byl záhy několikrát zfilmován – snad nejpůsobivější byl film The Silent Village (Tichá ves), natočený s čistě amatérskými herci v reálném prostředí velšské hornické vsi Cwmgiedd.
Události v okupovaném Československu nezůstaly bez politické odezvy. Nedlouho po atentátu na Heydricha a následném vyvraždění Lidic a Ležáků vlády Velké Británie (5. srpna) a Francie (29. září) uznaly mnichovskou dohodu za neplatnou od samého počátku.

## Potrestání viníků

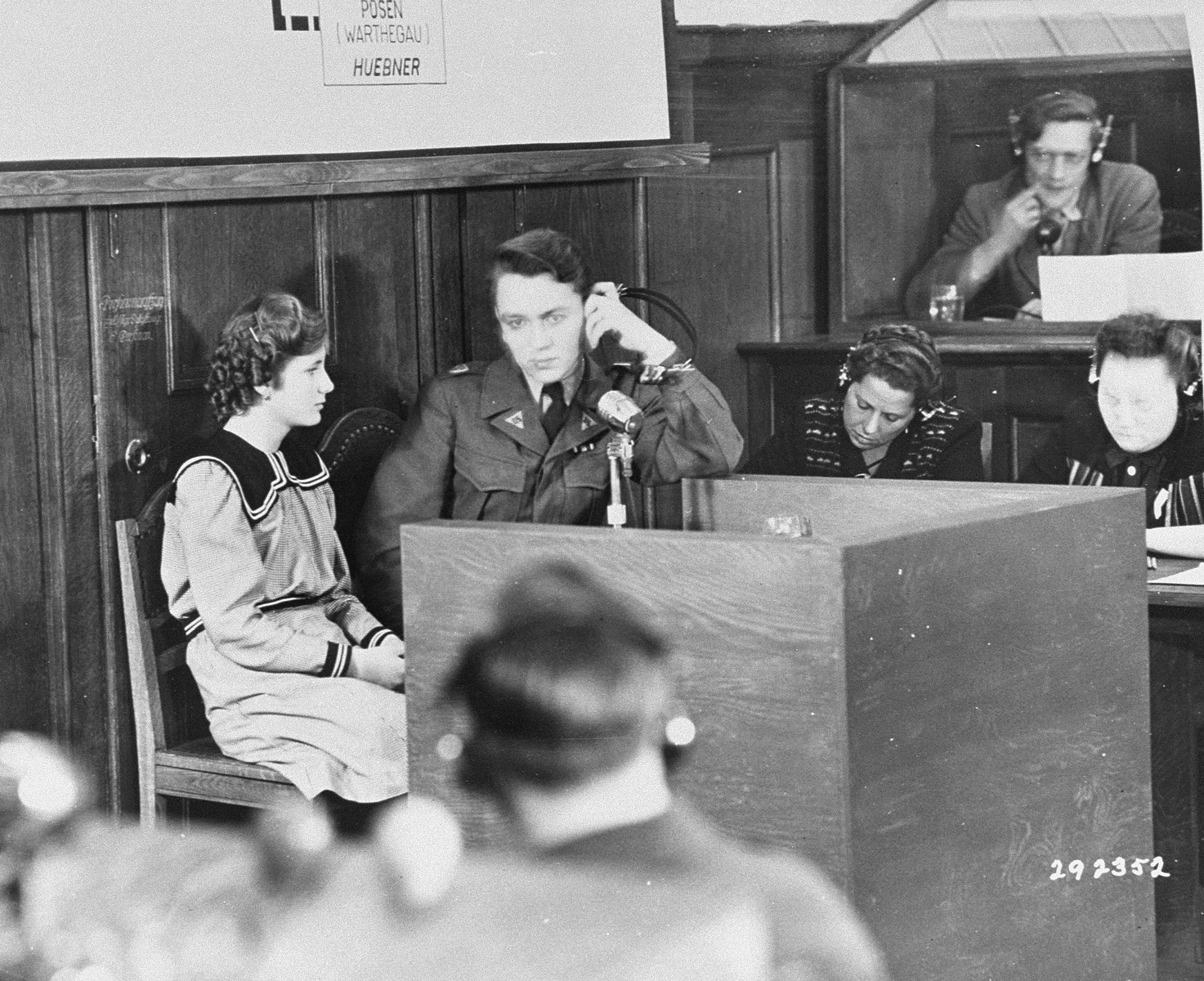
Marie Doležalová při výpovědi v rámci jednoho z následných norimberských procesů

Karl Hermann Frank byl odsouzen a popraven v roce 1946 v Praze. Walter Jacobi, Harald Wiesmann a Thomas Thomsen byli odsouzeni a popraveni v Praze v roce 1947. Hans-Ulrich Geschke zmizel v roce 1945, v 50. letech byl úředně prohlášen za mrtvého. Max Rostock byl v roce 1951 v Praze odsouzen k trestu smrti, trest mu však byl změněn na doživotí, v roce 1958 se stal spolupracovníkem StB, byl propuštěn a v roce 1960 vyslán jako špion do Západního Německa, kde v roce 1986 zemřel. Wilhelm Leimer byl po válce vydán Směrši a pravděpodobně byl popraven v Moskvě v roce 1945.
Vyhlazení Lidic a osud lidických dětí byly také součástí obžaloby v procesu RuSHA, jednoho z následných norimberských procesů. Během soudního řízení vypovídaly lidické děti Marie Hafnová a Marie Doležalová.

## Obnovení Lidic

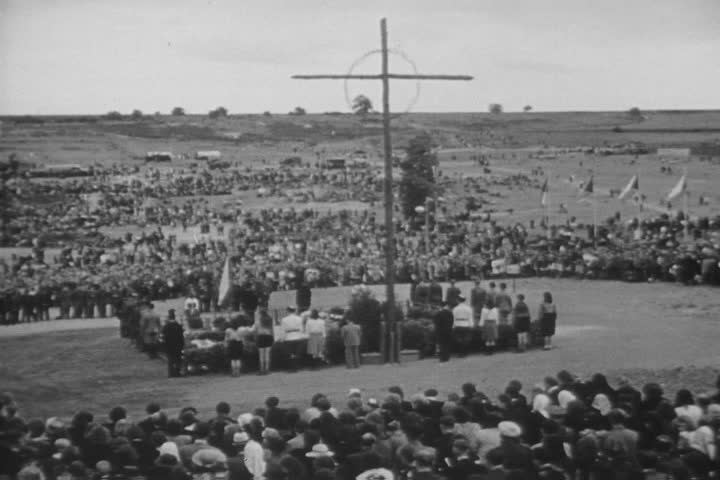
Poválečný pietní akt na uctění obětí

Ihned po osvobození bylo místo lidické tragédie provizorně pietně upraveno a 10. června 1945, v den třetího výročí, přislíbila československá vláda Lidice obnovit a vybudovat. Byla vypsána architektonická soutěž na pietní úpravu území starých Lidic a výstavbu nové obce v těsném sousedství. V roce 1946 byla zákonem zřízena Společnost pro obnovu Lidic, která působila až do přelomu 50. a 60. let, její předsedkyní a starostkou Lidic byla Helena Leflerová, která zde žila. Na konci čtyřicátých a počátkem padesátých let tak severozápadně od bývalé obce vyrostly nové Lidice čítající 150 rodinných domů.
Území starých Lidic bylo prohlášeno národní kulturní památkou; je zde muzeum s celoročně přístupnou expozicí připomínající lidickou tragédii. Nachází se zde také bronzové sousoší 82 lidických dětí zavražděných v Chełmnu, což je životní dílo sochařky Marie Uchytilové, které je zároveň připomínkou všech dětských obětí války.
Vyhlazené obce v roce 2009 uzavřely Memorandum o vzájemné spolupráci vypálených obcí na území České republiky.

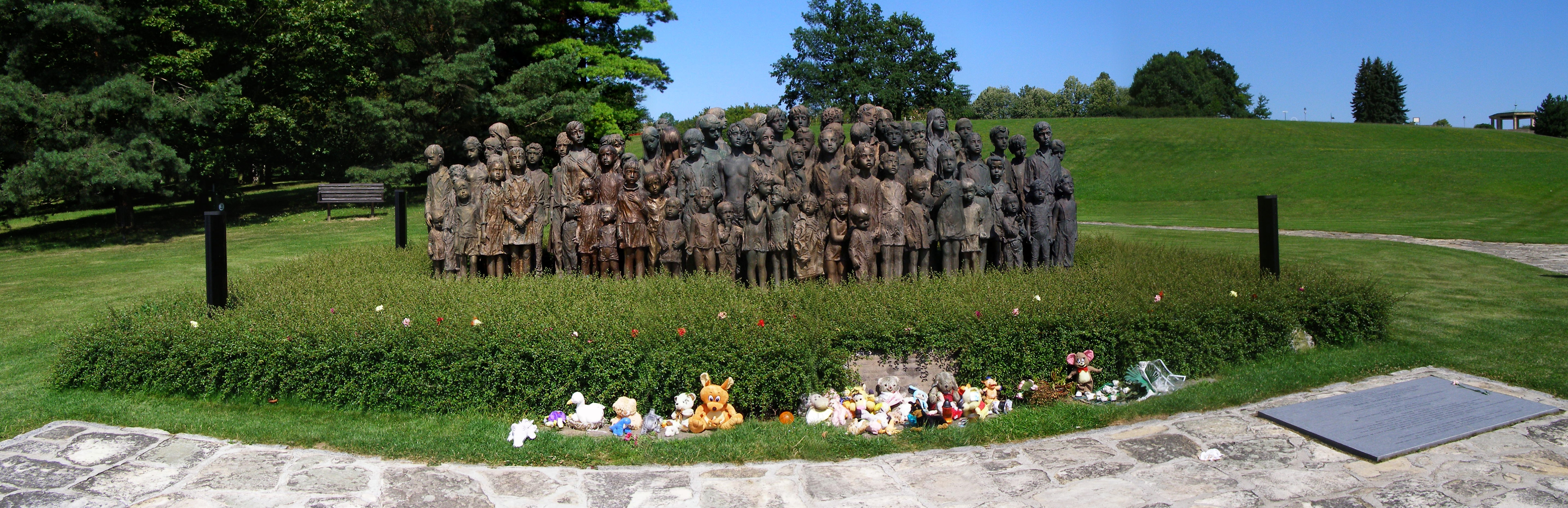
Lidice roku 2009

## Podobné události ve světě
Osud Lidic nebyl ojedinělý; k masakrům civilistů docházelo za druhé světové války po celé Evropě. Připomeňme Kortelisy a Český Malín (Ukrajina), Chatyň (Bělorusko), Čenstochová (Polsko), Oradour-sur-Glane (Francie), Marzabotto (Itálie), Distomo a Kondomari (Řecko), Ostrý Grúň a Kľak (Slovensko) či české Ležáky, moravské vesnice Javoříčko, Ploština a Prlov.
V dnešním Bělorusku, kde bylo za války zavražděno přes dva milióny lidí, bylo zničeno přes pět tisíc vesnic a osad. Symbolem se stala Chatyň, kde bylo za živa upáleno 149 obětí, z toho 75 dětí. Na Ukrajině bylo zničeno 459 sídel, z nichž je v Česku nejvíce připomínán Český Malín, ve kterém bylo v roce 1943 zavražděno přes 300 českých osadníků.

## Galerie

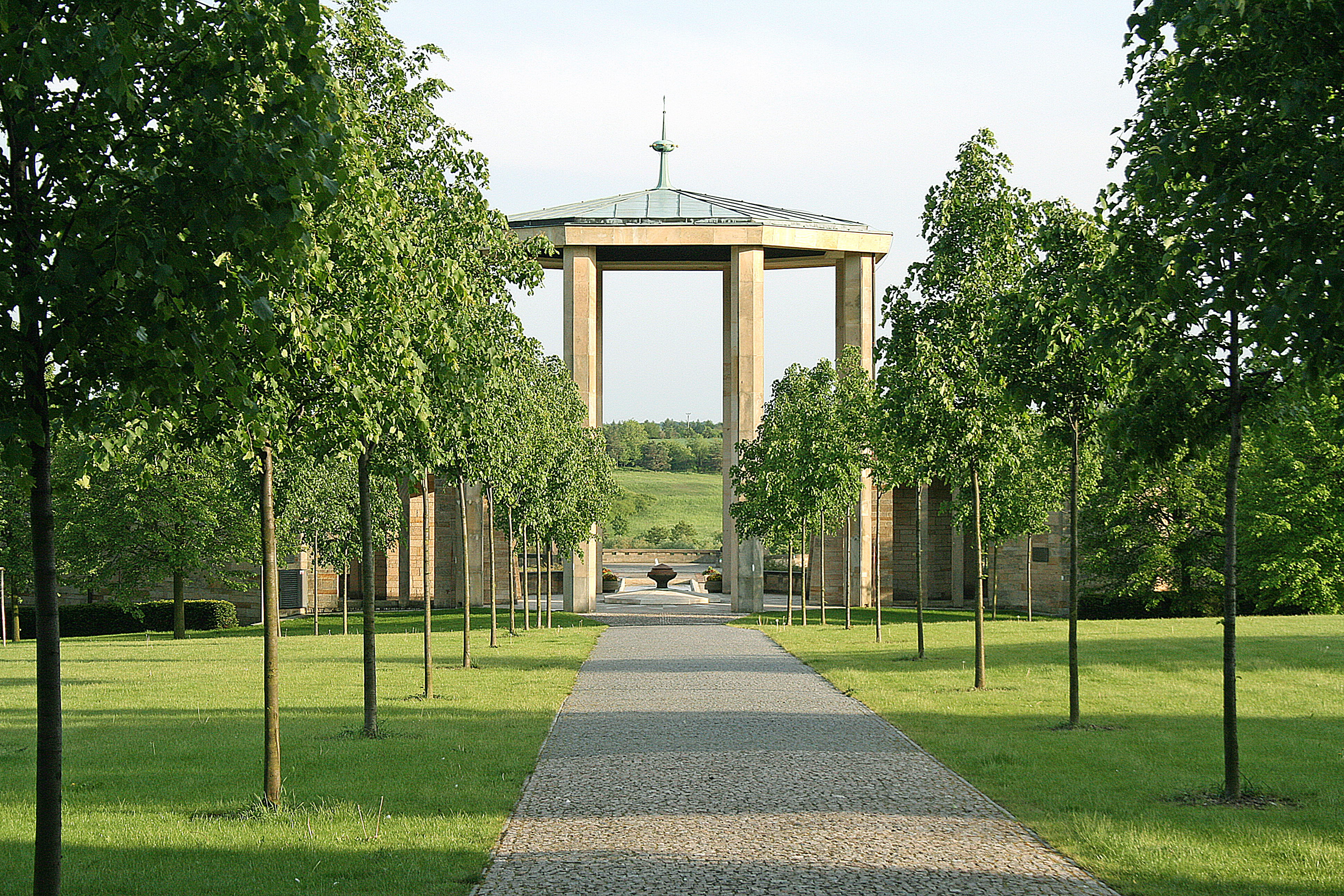
Pohled na Památník Lidice
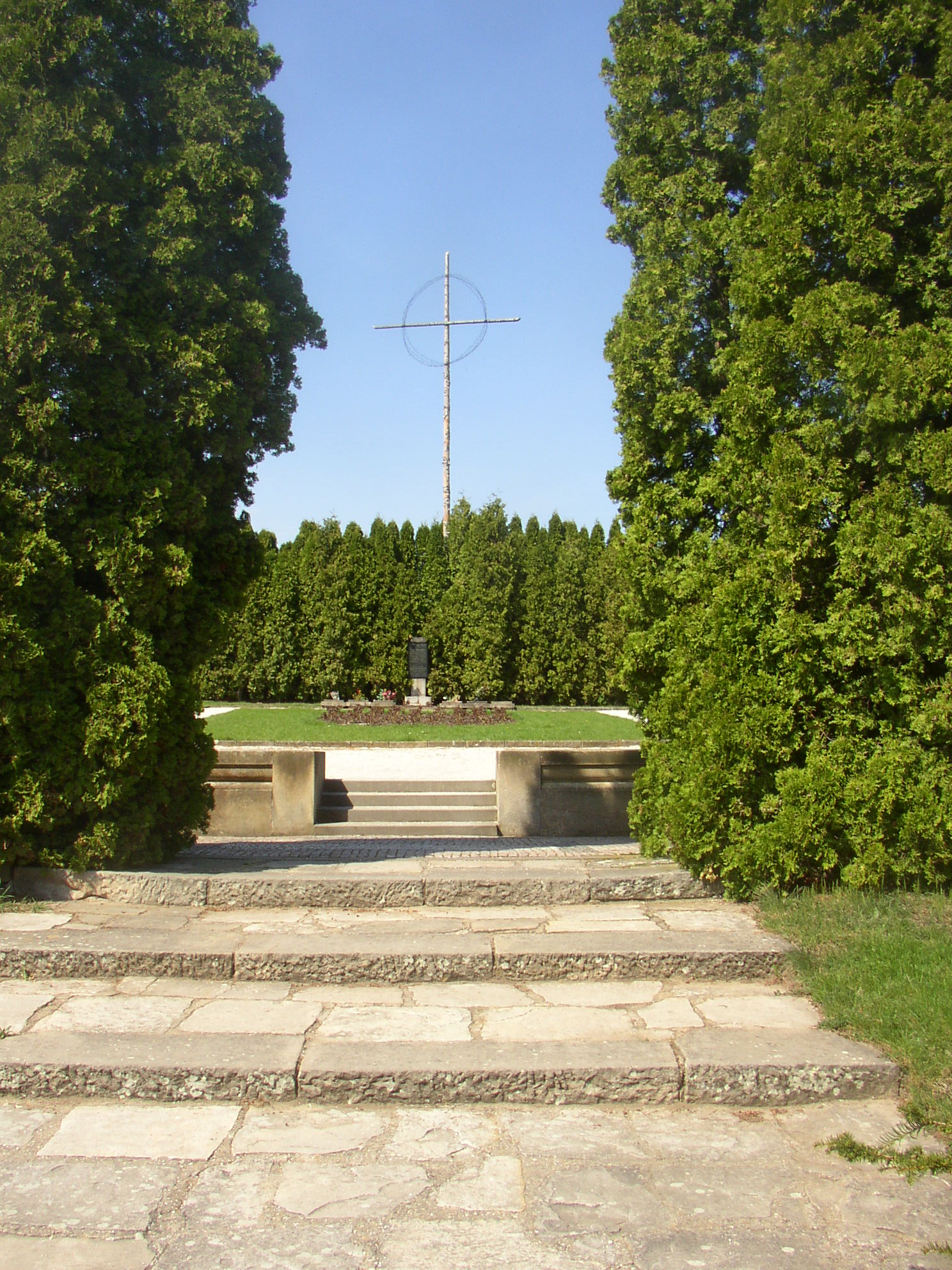
Hromadný hrob 173 lidických mužů
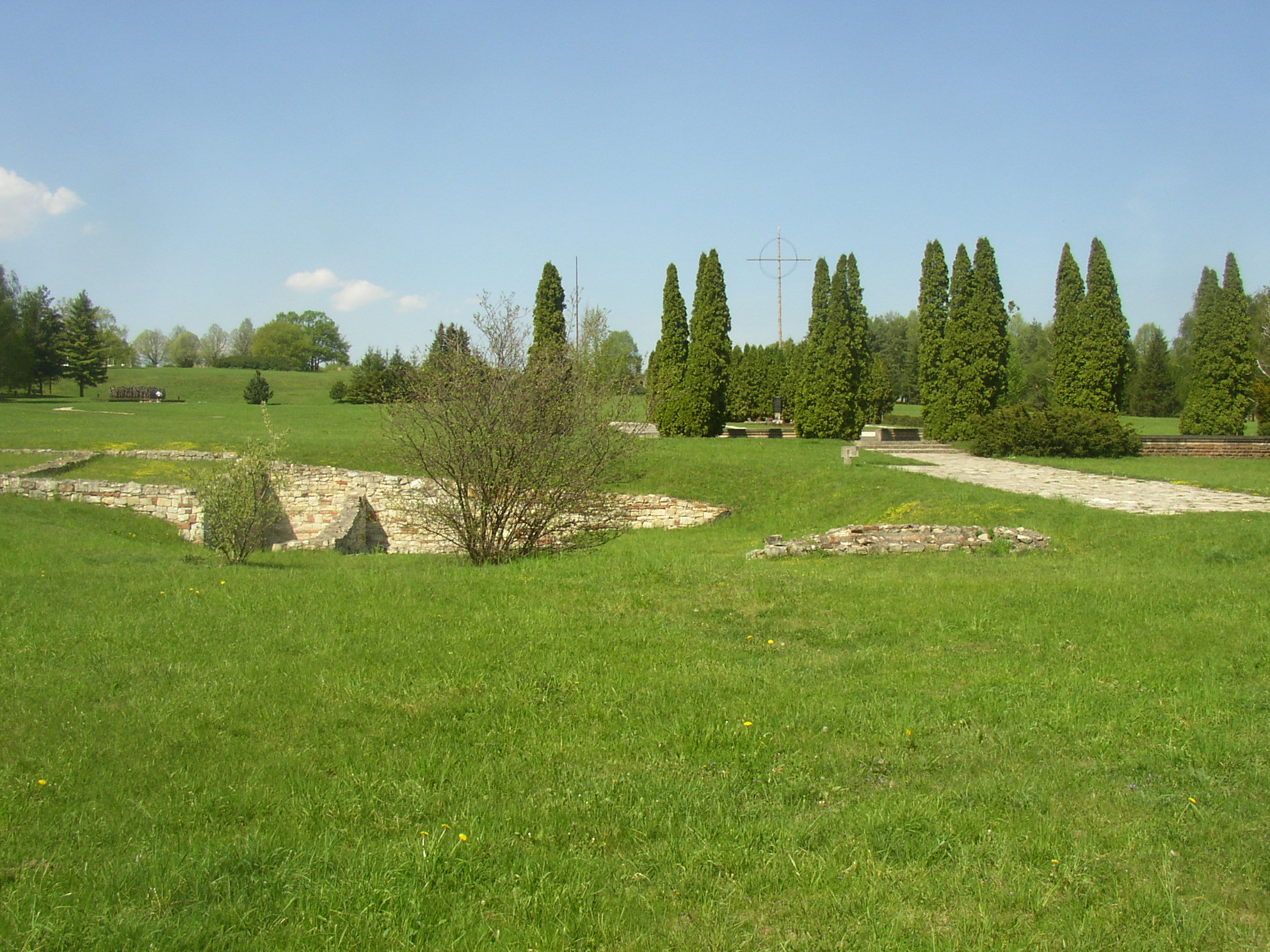
Základy Horákova statku
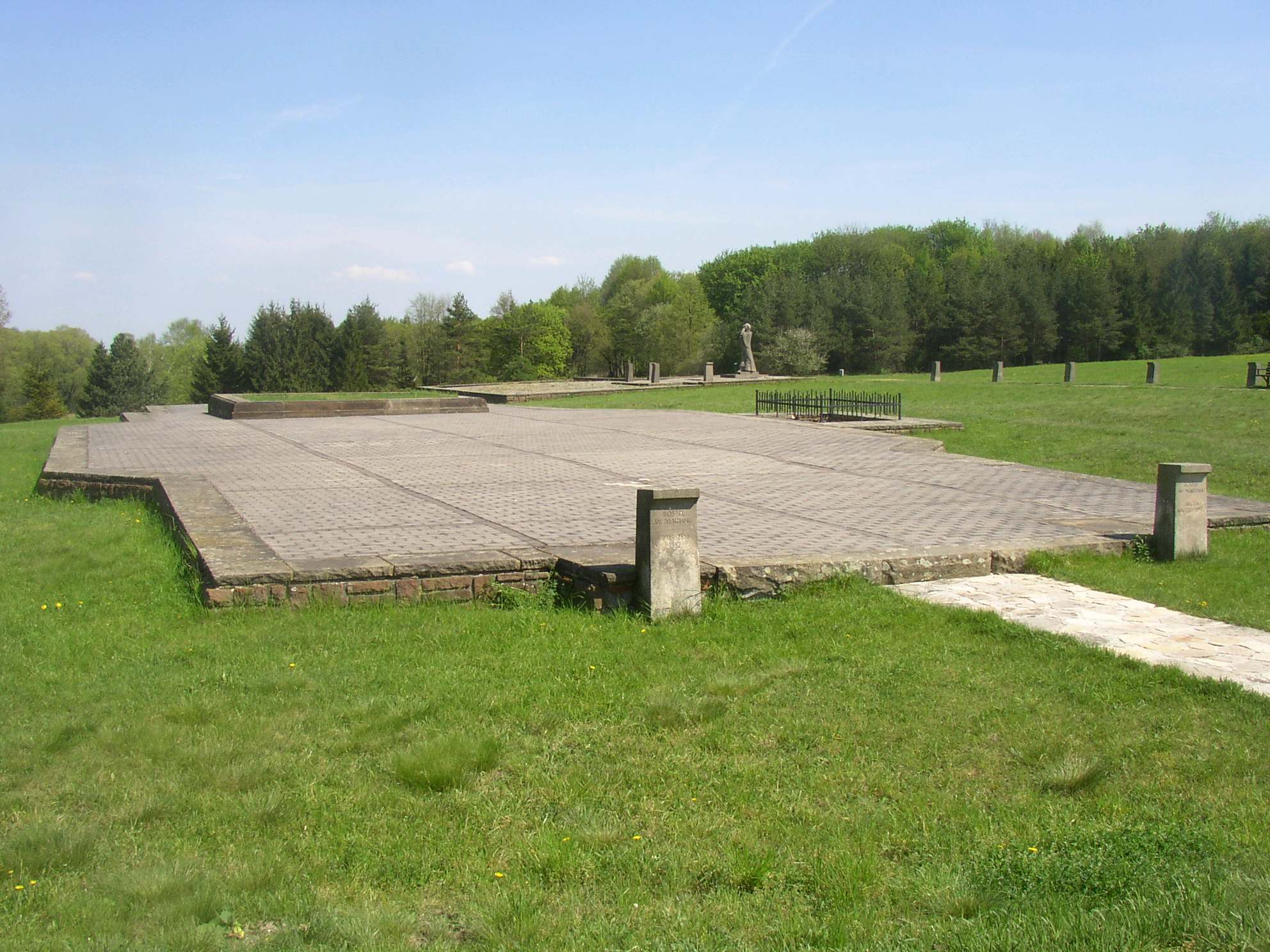
Obrys v trávě připomínající kostel sv. Martina a starou školu
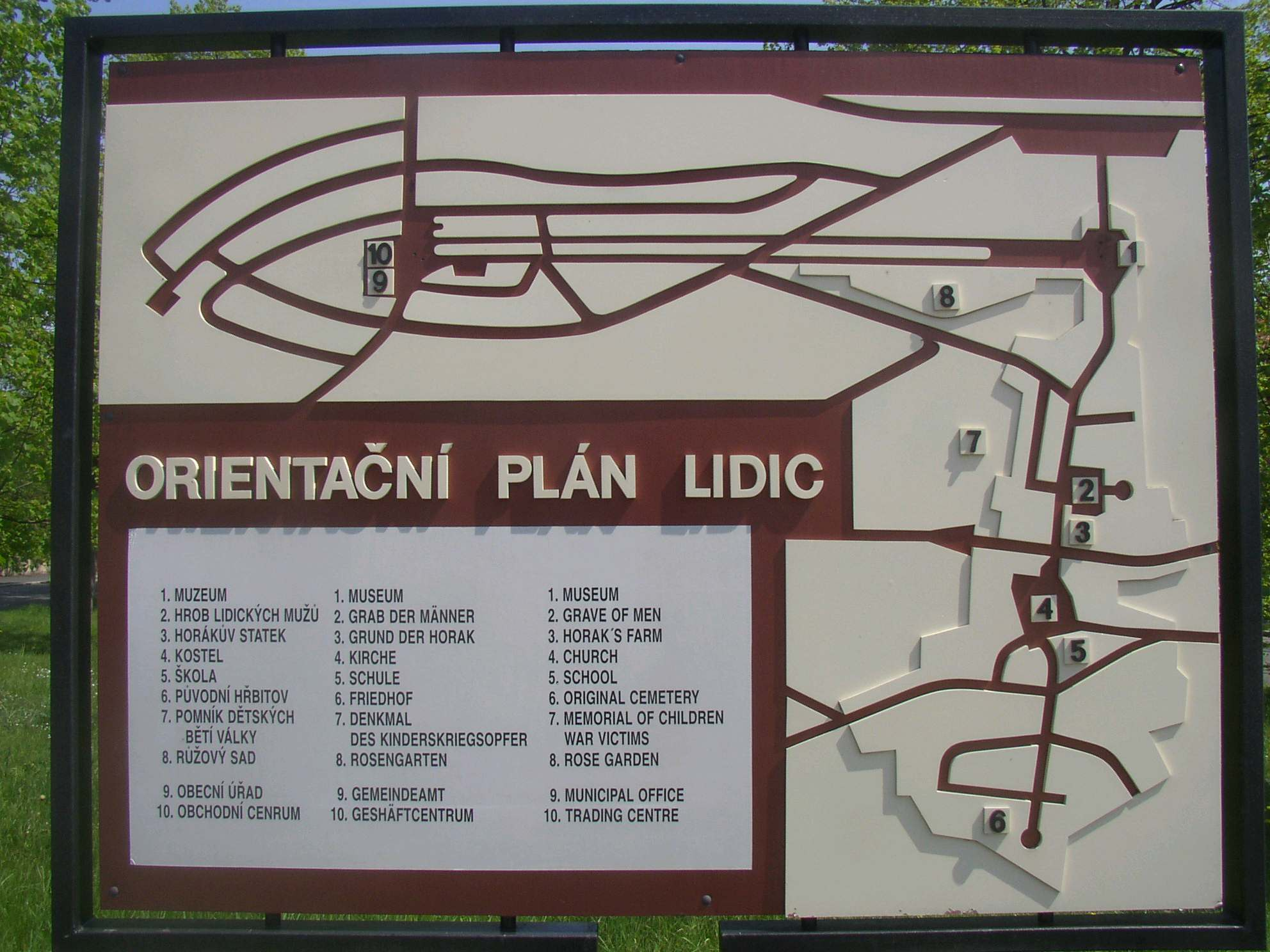
Schematický plán obce
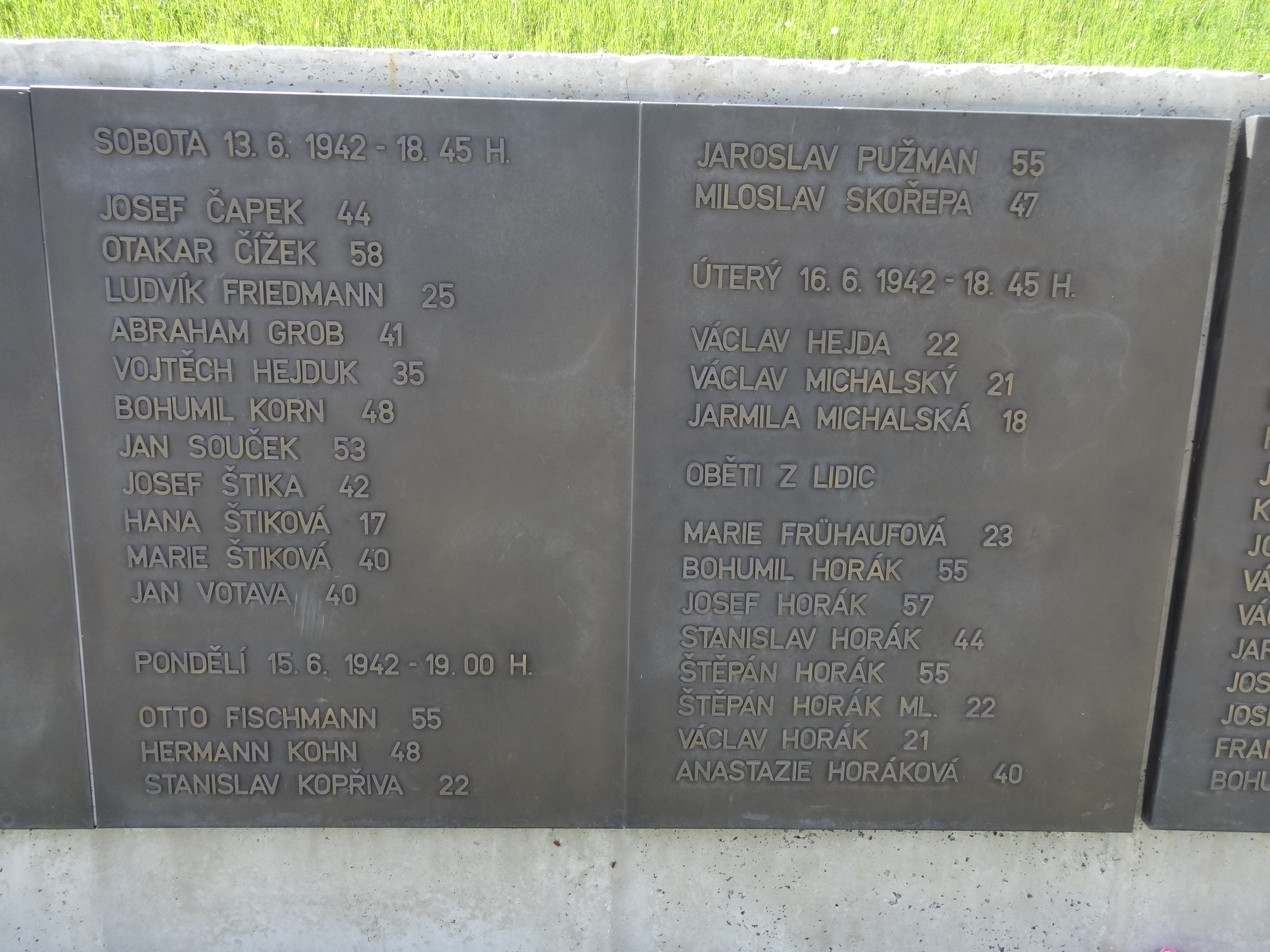
Deska se jmény obyvatel Lidic popravených na Kobyliské střelnici
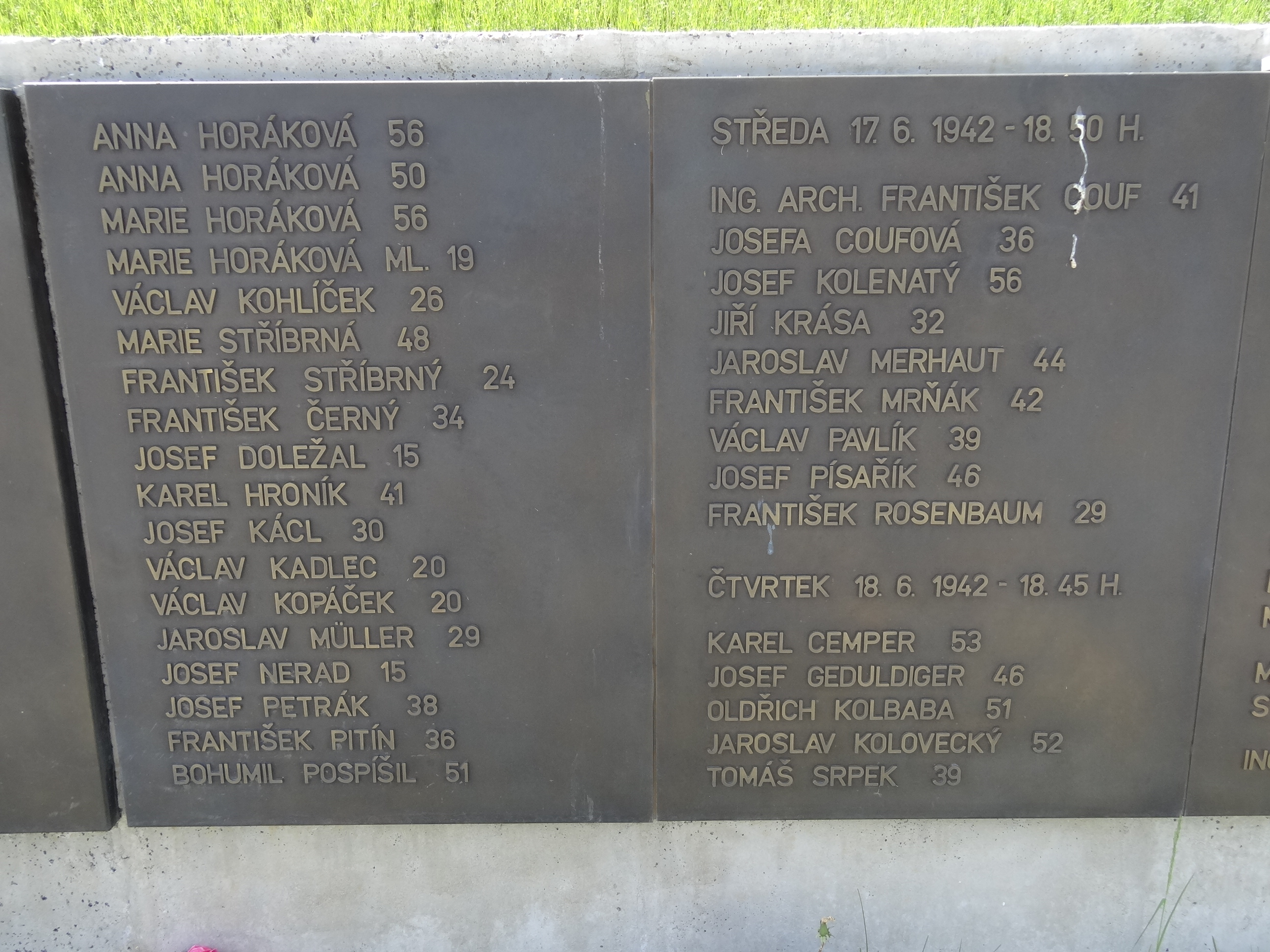
Deska se jmény lidických obětí popravených na Kobyliské střelnici

## Ohlas vyhlazení Lidic v umění
Vyhlazení Lidic mělo záhy ohlas v hudbě. Na památku tohoto hrůzného činu vzniklo postupně několik významných kompozic předních skladatelů
- český skladatel Bohuslav Martinů (1890–1959): Memorial to Lidice H. 296 (česky Památník Lidicím), dokončeno 3. 8. 1943, premiéra 28. 10. 1943 v Carnegie Hall v New Yorku, Newyorská filharmonie, dirigent Artur Rodzinński, česká premiéra 14. 3. 1946 Česká filharmonie, dirigent Rafael Kubelík
- rakousko-americký skladatel Max Brand (1896–1980): Ballade für Lidice pro hlas a klavír (1942)
- český skladatel Klement Slavický (1910–1999): Lidice. Dvojsbor pro mužské hlasy na slova Františka Halase (1945)
- český skladatel Miloslav Ištvan (1928–1990): Odyssea lidického dítěte (1963) pro sólový klavír
- český skladatel Václav Lídl (1922–2004): Balada o červnovém ránu – Lidice 1942 (1972)
- český skladatel Milan Báchorek (* 1939): Lidice. Melodramatický obraz pro sóla, mužský a ženský sbor, dva recitátory, bicí nástroje a orchestr na verše Karla Šiktance (1973)
- český skladatel Václav Kučera (1929–2017): Lidice – rozhlasová hudebně dramatická freska pro recitátora, hlasatele, 2 reportéry, sólový soprán, smíšený sbor, instrumentální soubor, elektronické a konkrétní zvuky na vlastní text s použitím veršů Jana Nerudy, Františka Halase a dobových dokumentů (1972)
- český skladatel Miroslav Raichl (1930–1998): Requiem za Lidice. Dětský sbor s klavírem na slova V. Fischera (1973)
- čeští umělci Vilém a Lenka Faltýnkovi: Rozeznění – Lidice 2012 – radiartová kompozice, která měla fungovat pomocí mobilní aplikace při návštěvě památníku Lidice. Kvůli malicherným sporům z tohoto unikátního cenného projektu sešlo.
- argentinský skladatel Juan Maria Solare (* 1966): Lidice pro violoncello a klavír (2011), přepracované pro violu a klavír a klarinet a klavír.
- anglický skladatel Vic Carnal: In Memoriam: the Village of Lidice (Czechoslovakia / June, 1942), op. 17 pro sólový klavír (2017)
- kapela Dymytry: LIDICE (Official Video, 2022)
- Roku 1977 ekvádorský umělec Oswaldo Guayasamín (1919 – 1999) vytvořil cyklus maleb nazvaný Lidice.

V literatuře je poměrně velké množství odkazů.
Od roku 1944 je na památku vyhlazení Lidic ve Viñe del Mar v Chile pojmenována ulice.